# Eging am See
Eging am See je městys v německé spolkové zemi Bavorsko, v zemském okrese Pasov ve vládním obvodu Dolní Bavorsko.
Žije zde přibližně 4 400 obyvatel.